# Олар Петро Анатолійович
Петро Анатолійович Олар (нар. 28 листопада 1977, м. Трускавець, Дрогобицький район, Львівська область) — український пауерліфтер, майстер спорту України міжнародного класу (2017), чемпіон Європи з пауерліфтингу серед ветеранів, багаторазовий чемпіон та призер всеукраїнських змагань з паверліфтингу, багаторазовий рекордсмен України.

## Спортивні досягнення

### 2021
World Juniors & SubJuniors, Masters Equipped Championships (Oradea, Romania)
- II місце в ваговій категорії 105 кг у сумі триборства (результат 815 кг)

### 2019
Чемпіонат Європи з паверліфтингу серед ветеранів (м. Сібіу, Румунія)
- II місце в присіданні (результат: 330 кг)
- II місце в жимі лежачи (результат: 232,5 кг)[2]
- II місце у сумі триборства (результат: 822,5 кг)[3]

Чемпіонат Львівщини з класичного жиму лежачи та жиму лежачи
- І місце у ваговій категорії 105 кг (результат: 235 кг)
- І місце в абсолютній першості серед чоловіків (результат: 140,44 очок)[4]

### 2018
Чемпіонат Європи з паверліфтингу серед ветеранів (м. Плзень, Чехія)
- І місце у жимі (результат: 252,5 кг)[5]

Чемпіон України з паверліфтингу (м. Коломия)
- І місце у ваговій категорії до 120 кг (результат: 845 кг)

### 2017
Чемпіонат Європи з паверліфтингу серед ветеранів (м. Плзень, Чехія)
- І місце у присіданні (результат: 355 кг)
- І місце в жимі (результат: 250 кг)
- II місце в тязі (результат: 282,5 кг)
- І місце у сумі триборства (результат: 887,5 кг)[6]

### 2016
Кубок України з паверліфтингу (м. Коломия)
- І місце у триборстві (результат: 872,5)[7]

### 2015
Кубок України з паверліфтингу (м. Коломия)
- III місце у присіданні (результат: 335 кг)
- II місце в жимі (результат: 237,5 кг)
- III місце у триборстві (результат: 875 кг)

### 2014
Чемпіон України з паверліфтингу (м. Коломия)
- III місце в жимі (результат: 252,5 кг)

Кубок України з паверліфтингу (м. Коломия)
- II місце у присіданні (результат: 352,5 кг)
- III місце в жимі (результат: 237,5 кг)
- II місце у триборстві (результат: 850 кг)

### 2013
Чемпіонат України з класичного жиму (м. Мукачево)
- III місце (результат: 187,5)[8]

Чемпіон України з паверліфтингу (м. Полтава)
- III місце в жимі (результат: 330 кг)

### 2011
Чемпіонат України з жиму серед жінок та чоловіків (м. Тернопіль)
- III місце (результат: 237,5)

Кубок України з паверліфтингу (м. Коломия)
- III місце в жимі (результат: 330 кг)